# Ручейок
Ручейо́к (рос. Ручеёк) — селище у складі Асекеєвського району Оренбурзької області, Росія.

## Населення
Населення — 41 особа (2010; 59 у 2002).
Національний склад (станом на 2002 рік):
- росіяни — 59 %